# Années 1060 en Angleterre
Années 1040 | Années 1050 | Années 1060 | Années 1070 | Années 1080

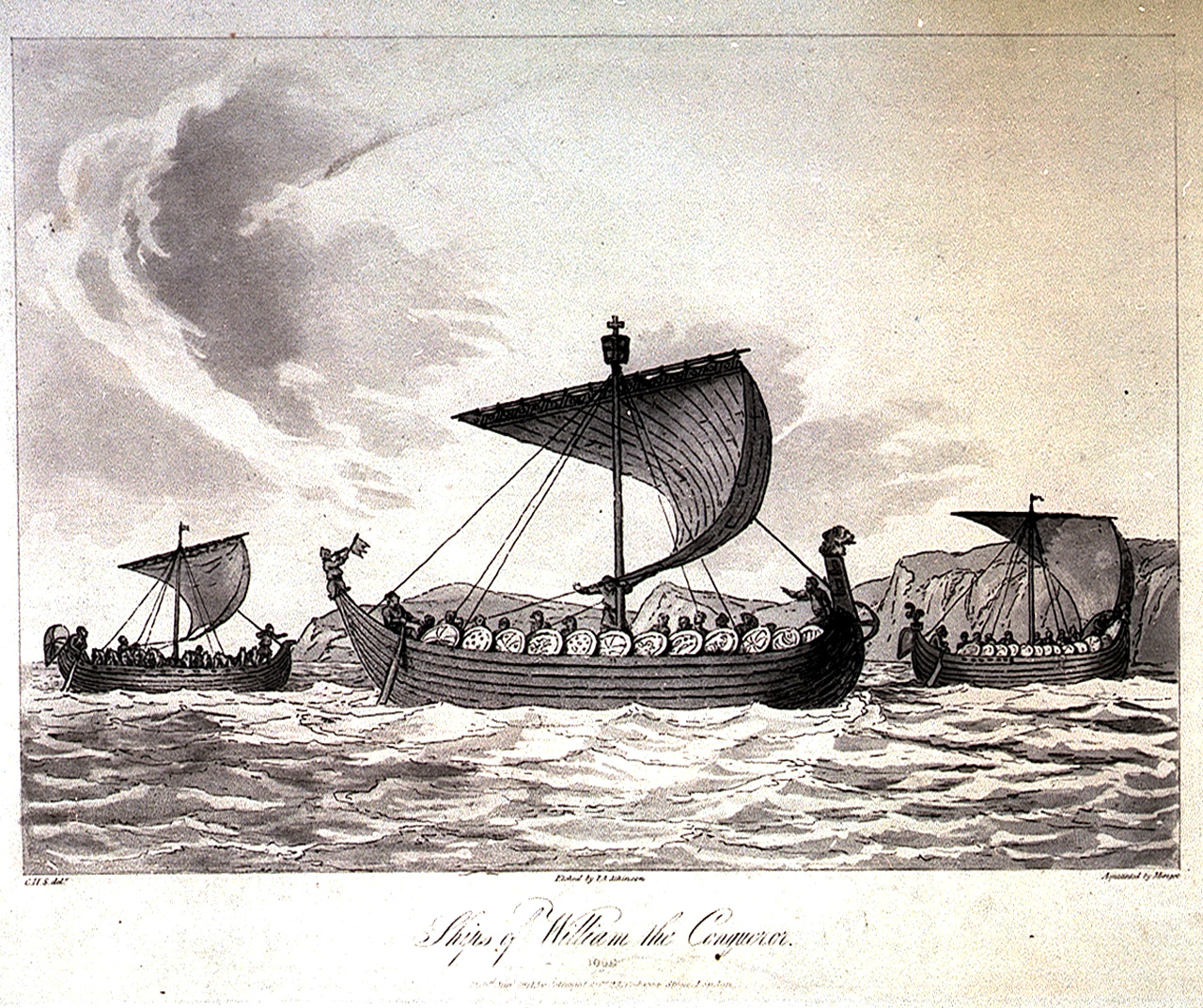
Arrivée de l'armada de Guillaume le Conquérant sur les côtes de Pevensay le 28 septembre 1066.

Cette page recense les événements qui ont eu lieu au cours des années 1060 en Angleterre.

## Événements
- 1065 :
  - 3 octobre : le comte de Northumbrie Tostig Godwinson est chassé par ses sujets, qui choisissent Morcar, frère du comte Edwin de Mercie, pour le remplacer.
  - 28 décembre : consécration de l'abbaye de Westminster.

- 1066 :
  - 5 janvier : le roi Édouard le Confesseur meurt sans laisser d'enfants.
  - 6 janvier :
    - Édouard le Confesseur est inhumé en l'abbaye de Westminster.
    - Harold Godwinson est sacré roi d'Angleterre.

  - 20 septembre : Harald Hardrada bat les comtes Edwin et Morcar à la bataille de Fulford.
  - 25 septembre : Harold Godwinson bat Harald Hardrada à la bataille de Stamford Bridge.
  - 14 octobre : Guillaume le Conquérant bat Harold Godwinson à la bataille d'Hastings.
  - 25 décembre : Guillaume est sacré roi d'Angleterre en l'abbaye de Westminster.

- 1067 :
  - Guillaume écrase une révolte à Exeter.

- 1068 :
  - 11 mai : Mathilde de Flandre, la femme de Guillaume, est sacrée reine en l'abbaye de Westminster.
  - Le Nord de l'Angleterre se révolte contre Guillaume, qui mène une armée contre les rebelles et reçoit la soumission des comtes Edwin et Morcar à York.

- 1069 :
  - Le Nord de l'Angleterre se soulève à nouveau. Guillaume réagit avec brutalité : c'est le début de la Dévastation du nord de l'Angleterre.

## Décès
- 1060 :
  - 22 décembre : Cynesige, archevêque d'York[1].

- 1061 :
  - 18 janvier : Duduc, évêque de Wells[2].
  - Burgheard, fils du comte Ælfgar de Mercie[3].

- vers 1062 :
  - Ælfgar, comte de Mercie[3].

- 1066 :
  - 5 janvier : Édouard le Confesseur, roi d'Angleterre.
  - 25 septembre :
    - Harald Hardrada, roi de Norvège, prétendant au trône d'Angleterre.
    - Tostig Godwinson, ancien comte de Northumbrie.

  - 14 octobre :
    - Harold Godwinson, roi d'Angleterre.
    - Gyrth Godwinson, comte.
    - Léofwine Godwinson, comte.

  - 31 octobre : Léofric, abbé de Peterborough[3].
  - Ordric (en), abbé d'Abingdon.

- 1067 :
  - Copsi, comte de Northumbrie.
  - Osulf, comte de Bamburgh.
  - Wulfwig, évêque de Dorchester[4].

- 1068 :
  - Eadnoth le Connétable (en), propriétaire terrien.

- 1069 :
  - 29 janvier : Robert de Comines, comte de Northumbrie.
  - 11 septembre : Ealdred, archevêque d'York[1].

- vers 1069 :
  - Ralph l'Écuyer, comte d'Est-Anglie.